# Alseis microcarpa
Alseis microcarpa är en måreväxtart som beskrevs av Paul Carpenter Standley och Julian Alfred Steyermark. Alseis microcarpa ingår i släktet Alseis och familjen måreväxter. Inga underarter finns listade i Catalogue of Life.